# ルビーの指環
『ルビーの指環』（ルビーのゆびわ）は、寺尾聰の6枚目のシングル。1981年2月5日に、東芝EMIのEXPRESSレーベルから発売された。
表題曲は、ヨコハマタイヤ『ASPEC』のCMソングとなり、翌1982年春開催の第54回選抜高等学校野球大会の入場行進曲にも採用された。

## エピソード
この曲は元々、所属していたグループ「ザ・サベージ」時代の頃から寺尾自身が作っていた曲の一つであり、この曲が入ったカセットテープを持って、音楽プロデューサーになっていたグループ・サウンズ仲間らを訪ねにレコード会社に出向き、「誰かに歌わせて」などとこの曲を買ってくれるように頼み込むも、「結局最後には自分でやる羽目になった」ということで、この曲は寺尾本人曰く「分かりやすい歌を作ろうと思って作った」ものだったという。
寺尾は所属していた石原プロモーション社長の石原裕次郎や、専務の小林正彦（いずれも当時）に「ルビーの指環」を聴かせたところ、小林は「こんなお経みたいな曲が売れるわけがない」と難色を示したが、石原からは「いいんじゃないの」と好感触をもらい、レコード化が決定した。
「ルビーの指環」がヒットした後に建てられた溜池山王の東芝EMI本社ビルは「寺尾ビル」の異名を取っている。

## 記録
発売当初は、さほど売れていなかったが、発売から約1か月程経った後から徐々に売上を伸ばし、同年3月30日付のオリコンシングルチャートで自身初の1位を獲得した。オリコン調べでは、累計売上枚数134.1万枚で、2021年現在、寺尾のシングルで最大の売上を記録している。1981年12月時点でのシングルの公称売上枚数は160万枚。
本作のヒットにより、発売当初はヒットしていなかった3rdシングル「SHADOW CITY」、4thシングル「出航 SASURAI」も相乗効果でヒットし、「SHADOW CITY」は、発売から約9か月後にオリコンシングルチャートで3位を記録（この時「ルビーの指環」が1位、「出航 SASURAI」が14位）。『ザ・ベストテン』では本作と「SHADOW CITY」「出航 SASURAI」の3曲が、同年5月21日と6月11日の2度、同時トップ10以内にランクインした。
TBS系の音楽番組『ザ・ベストテン』では、3月19日に9位に初登場。その後4位、2位と順位を上げ、4月9日に初の1位を記録、その後6月25日まで12週連続1位という同番組の最長記録を樹立、この記録は放送終了まで破られなかった。連続1位の最長記録が更新されるたびに、同番組からはプレゼントが贈られた。このことは、同番組の総集編やスペシャル放送などで、話題の一つとして必ず触れられている。
日本テレビ系『ザ・トップテン』では放送第1回の第1位かつ10週連続、通算12回1位という同番組の最長記録を樹立している。
同年12月31日には第23回日本レコード大賞を受賞。作詞者の松本隆は作詞賞、作曲者の寺尾は作曲賞、編曲者の井上鑑は編曲賞を受賞し、楽曲製作者に贈られる3タイトルを総なめにしている。更に寺尾は同日の『第32回NHK紅白歌合戦』にも出場。さらに2007年末『第58回NHK紅白歌合戦』（26年ぶり2回目）と、2023年末『第74回NHK紅白歌合戦』（16年ぶり、特別枠として）にも出場しており、紅白では計3度「ルビーの指環」を歌唱披露した。

## 収録曲
| 全作詞: 松本隆、全作曲: 寺尾聰、全編曲: 井上鑑。 |                  |        |            |      |
| #                                                | タイトル         | 作詞   | 作曲・編曲 | 時間 |
| 1.                                               | 「ルビーの指環」 | 松本隆 | 寺尾聰     | 4:18 |
| 2.                                               | 「CINEMA HOTEL」 | 松本隆 | 寺尾聰     | 4:05 |
| 合計時間:                                        | 合計時間:        | 8:23   |            |      |

## 参加ミュージシャン
- Keyboards：Akira Inoue
- E.Guitar：Tsuyoshi Kon
- A.Guitar：Thuei Yoshikawa
- E.Bass：Mike Dunn
- Percussion：Nobu Saitoh
- Drums：Tatsuo Hayashi

## メディアでの使用
| 楽曲         | タイアップ                      | 時期   | 出典  |
| ------------ | ------------------------------- | ------ | ----- |
| ルビーの指環 | ヨコハマタイヤ『ASPEC』CMソング | 1982年 |       |
| ルビーの指環 | キリン『ラガー』CMソング        | 2006年 | [ 6 ] |

## カバー
ルビーの指環
- テイチク・オーケストラ（インストゥルメンタル、編曲：伊藤雪彦）（児童教材レコード（コンパクト盤）「睦哲也先生監修レコード　アラレちゃん音頭/ルビーの指環/サザエさん/うさちゃんのチャチャチャ」（テイチクレコード　KO-8043）に収録）
- 1982年、フランク永井（アルバム『WOMEN』に収録）
- 1983年、威利（香港歌手による広東語カバー。現地タイトルは「好大個網」）
- 2002年、福山雅治（アルバム『「福山エンヂニヤリング」サウンドトラック The Golden Oldies』に収録）
- 2009年、桑田佳祐（ライブビデオ『昭和八十三年度!ひとり紅白歌合戦』に収録）
- 2010年、髙橋真梨子（アルバム『No Reason 2 〜もっとオトコゴコロ〜』に収録）
- 2011年、KAI（アルバム『A Night Flight』に収録、英語カバー）
- 2011年、庄野真代（アルバム『Reminiscence blue』に収録）
- 2013年、森恵（アルバム『RE:MAKE1』に収録）
- 2013年、タケカワユキヒデ（アルバム『The Reborn Songs ～ LEGEND ～』に収録）
- 2015年、水谷豊（アルバム『時の旅人2015』に収録）
- 2015年、松崎しげる（アルバム『私の歌〜リスペクト〜』に収録）
- 2017年、佳山明生『わが青春の歌』に収録
- 2019年、はやぶさ（アルバム『歌謡カヴァーソングス2』に収録）
- 2019年、荒牧陽子（アルバム『リスペクト！～私が昭和を歌ったらこんな感じ！～』に収録）
- 2021年、横山剣（松本隆トリビュートアルバム『風街に連れてって！』に収録[7]）
- 2021年、クレイジーケンバンド（アルバム『好きなんだよ』に収録）
- 2021年、小片リサ（カバーアルバム『bon voyage!〜 risa covers 〜』に収録）
- 2024年、Ms.OOJA (カバーアルバム『流しのMs.OOJA 3』に収録)